# Verdun Junior Canadiens
Verdun Junior Canadiens byl kanadský juniorský klub ledního hokeje, který sídlil v Montréalu v provincii Québec. V letech 1984–1989 působil v juniorské soutěži Quebec Major Junior Hockey League. Založen byl v roce 1984 po přejmenování týmu Verdun Juniors na Verdun Junior Canadiens. Zanikl v roce 1989 přestěhováním do Saint-Hyacinthu, kde byl vytvořen tým Saint-Hyacinthe Laser. Své domácí zápasy odehrával v hale Verdun Auditorium s kapacitou 3 795 diváků. Klubové barvy byly červená, bílá a modrá.
Nejznámější hráči, kteří prošli týmem, byli např.: Jimmy Carson, Éric Charron, Claude Lemieux, Daniel Marois nebo Andrew McKim.

## Úspěchy
- Vítěz QMJHL ( 1× )
  - 1984/85

## Přehled ligové účasti
Zdroj: 
- 1984–1988: Quebec Major Junior Hockey League (Lebelova divize)
- 1988–1989: Quebec Major Junior Hockey League